# جاك دانيال
جاك دانيال (بالفرنسية: Jacques-Louis Daniel)‏ (و. 1794 – 1862 م) هو، من فرنسا، توفي عن عمر يناهز 68 عاماً.

## مناصب
تولى منصب أسقف.

## جوائز
حصل على جوائز منها:
- نيشان جوقة الشرف من رتبة ضابط.